# Jerzy Sebastian Lubomirski

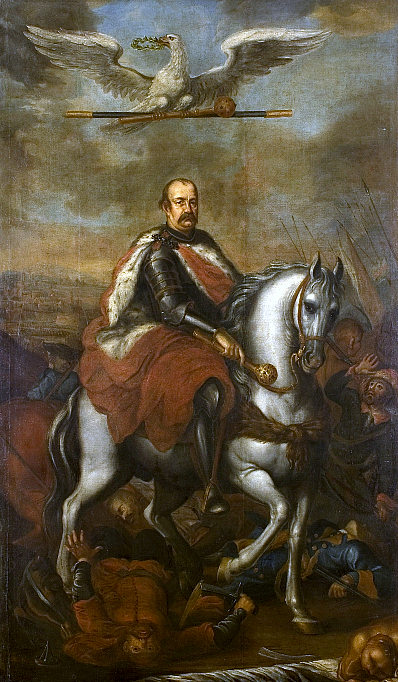
Jerzy Sebastian Lubomirski efter hans seger över ryssarna

Jerzy Sebastian Lubomirski, född 20 januari 1616, död 31 december 1667 i Wrocław var en polsk adlig (Szlachta) person. Han var känd som en utomordentlig politisk och militär ledare. Lubomirski var prins i det Tysk-romerska riket och initiativtagare till upproret mot den polske kungen Johan II Kasimir.
Han var son till vojvoden Stanisław Lubomirski och prinsessan Zofia Ostrogska. Lubomirksi gifte sig med Konstancja Ligęza 1641 och senare med Barbara Tarło 1654.
Från 1647 var han starosta i Kraków, innehavare av titeln Marszałek (Marszałek nadworny koronny) samma år och sen 1650 den högre titeln (Marszałek wielki koronny). Från 1658 var han befälhavare (Hetman) och starosta i Nowy Sącz och Spisz.
Mellan 1 februari och 29 mars 1643 var han ordförande av Sejm i Warszawa.

## Biografi
Lubomirski blev en berömd erövrare under krigen mot kosackerna från Ukraina, Sverige, Transsylvanien och Moskoviterna under perioden 1648-1660. Bland annat besegrade han George II Rákóczis här och tågade in i Transsylvanien. Tillsammans med Stanisław "Rewera" Potocki tvingade han även ryska trupper till kapitulation vid slaget om Chudnov 1660.
Han var en försvarare av det Polsk-litauiska samväldet och ledare av oppositionen mot Johan II Kasimir när denna försökte öka sin makt.
Kungen anklagade honom för förräderi och han förlorade alla sina ämbeten och skickades i exil 1664.
Men, 1665 startade han ett uppror på både politisk och militär väg och med några armeförband lyckades han 1665 besegra den kungliga armen vid Częstochowa och år 1666 besegrades även trupperna som lydde under den blivande kungen Johan III Sobieski vid Mątwy.
Det skrevs då ett avtal som gav honom tillbaka sina ämbeten och rang och ogiltigförklarade tidigare prövningar som sejmen gjort och kungen blev då tvungen att ge upp sina planer på reformation gällande successionsordningen för kungligheter och detta resulterade indirekt i att kungen abdikerade 1668. Lubomirski tvingades däremot än en gång i exil, denna gång till Breslau.

## Omdömen
Vissa hävdar att Lubomirski var en av de största magnaterna under 1600-talet. Han verkade flitigt vid det polska parlamenten och var en utmärkt talare, militär ledare och politiker samt att han hade stora privata ambitioner.
Andra värderar hans prestation mycket längre och kallar honom för högmodig och ambitiös. Han anklagas för konstigt (läs: förrädiskt) beteende i kriget mot Sverige 1655-1666 där han visserligen bidrog till seger men där han lät motståndarnas ledare släppas utan att hålla dem fängslade och begära pengar eller annat i utbyte. Lubomirski anklagas även för att ha skadat det polska väldet på längre sikt genom upproret som förhindrade viktiga reformer i den polska regeringen. Vissa anser att hans enda stora prestation var segern vid Cudnow men hävdar då att han inte klarade detta ensam och att han efteråt övergav sin armé och istället sökte beröm från det kungliga hovet samtidigt som armén upplöstes, soldaterna inte fick någon lön och de skadade inte togs om hand.

## Barn och berömda ättlingar
- Stanisław Herakliusz blev marszałek.
- Aleksander Michał blev starost.
- Hieronim Augustyn blev marszałek, kassör och hetman.
- Krystyna gifte sig med Feliks Kazimierz Potocki.
- Franciszek Sebastian blev starost och ryttmästare.
- Jerzy Dominik blev Podstoli, Podkomorzy och vojvod.
- Anna Krystyna gifte sig med Dominik Mikołaj Radziwiłł och Franciszek Stefan Sapieha.

### Ättlingar
Hans sonsons sonsons sondotter, prinsessan Izabela Maria Lubomirska, är prins Władysław Leon Sapiehas mormor. Władysław Leon är själv prinsessan Zofia Sapiehas farfar och prinsessan Zofia är i sin tur Mathilde av Belgiens mormor.
Jerzy Sebastian Lubomirski är alltså en förfader tolv generationer tillbaka till hustrun till Belgiens nuvarande kung Philippe av Belgien.